# Línea 563 (Mar del Plata)
La línea 563 es una línea de colectivos del Partido de General Pueyrredón perteneciente a la empresa Transporte 25 de Mayo S.R.L. siendo su servicio prestado por la empresa El Libertador S.R.L. Esta línea es identificada con el color azul.
El servicio cuenta con sistema de pago con tarjeta SUBE .

## Recorrido
Haciendo clic aquí podrán consultarse los recorridos de la Línea 563A y de la Línea 563B.

### 563A

#### Ida
C. Scaglia - Los Granados - San Francisco de Asis - Mahatma Gandhi - Av. José Manuel Estrada - Av. Della Paolera - Av. Constitución - Av. M. Champagnet - Bolívar - Tres Arroyos - Rodríguez Peña - Estado de Israel - Av. Juan B. Justo - Urquiza - Magallanes - Av. Juan B. Justo - Av. De Los Pescadores - Marlin - Mariluz 2.

#### Vuelta
Mariluz 2 - Av. Dorrego - Av. De Los Pescadores - 12 de Octubre - Triunvirato - Juan B. Justo - Estado de Israel - Rodríguez Peña - Tres Arroyos - Av. Colon - Av. M. Champagnet - Av. Constitución - Pelayo - Aragón - Av. Della Paolera - Av. José Manuel Estrada - Mahatma Gandhi - San Francisco de Asis - Los Granados - C. Scaglia.

### 563B

#### Ida
C. Scaglia - Los Granados - San Francisco de Asís - Mahatma Gandhi - Av. José Manuel Estrada - Av. Della Paolera - Av. Constitución - Av. M. Champagnet - Av. Della Paolera - Beruti - Suárez - Av. Libertad - Luciano Arrué - Av. Colón - Av. Dr. Arturo Alió - Av. Juan B. Justo - Av. De Los Pescadores - Marlin - Mariluz 2.

#### Vuelta
Mariluz 2 - Av. Dorrego - Av. De Los Pescadores - 12 de Octubre - Triunvirato - Juan B. Justo - Av. Dr. Arturo Alió - Falucho - Grecia - Av. Colon - Suárez - Beruti - Av. Dr. Arturo Alió - Av. M. Champagnet - Av. Constitución - Pelayo - Aragón - Av. Della Paolera - Av. José Manuel Estrada - Mahatma Gandhi - San Francisco de Asís - Los Granados - C. Scaglia.

### Combinación
Aquellos pasajeros que procedan del lado Hipódromo con la línea 562 que tengan como destino el Hospital Regional, podrán hacer combinación con este ramal en la intersección de Av. Colón y Armenia. De la misma forma, quienes procedan del Hospital Regional con este ramal y tengan como destino el lado Hipódromo, podrán combinar con la línea 562 en el lugar ya mencionado. En ambos casos, sin doble pago.